# 이행자
이행자(李行子, 1972년 10월 26일 ~ )은 대한민국의 정치인이다. 제5대 관악구의원, 제8·9대 서울특별시의원을 지냈다.

## 학력
- 이화여자대학교 정책과학대학원 정책학 석사 졸업

## 경력
- 2006.07 ~ 2010.01 제5대 서울특별시 관악구의회 의원
- 2006.07 ~ 2008.07 제5대 서울특별시 관악구의회 전반기 총무보사위원회 위원
- 2006.07 ~ 2008.07 제5대 서울특별시 관악구의회 전반기 예산결산특별위원회 위원
- 2008.07 ~ 2010.01 제5대 서울특별시 관악구의회 후반기 도시건설위원회 부위원장
- 2008.07 ~ 2010.01 제5대 서울특별시 관악구의회 후반기 예산결산특별위원회 위원
- 민주당 서울시당 지방자치발전특별위원회 위원장
- 2010.07 ~ 2014.06 제8대 서울특별시의회 의원
- 2010.07 ~ 2012.07 제8대 서울특별시의회 전반기 교통위원회 위원
- 2010.08 ~ 2011.08 제8대 서울특별시의회 전반기 정책위원회 위원
- 2010.12 ~ 2011.12 제8대 서울특별시의회 음식물쓰레기 자원선순환 종합대책지원특별위원회 위원
- 2011.04 ~ 2012.07 제8대 서울특별시의회 북한산콘도개발 비리의혹규명 행정사무조사특별위원회 위원
- 2011.10 ~ 2012.10 제8대 서울특별시의회 전반기 예산결산특별위원회 위원
- 2011.12 ~ 2012.12 제8대 서울특별시의회 안전관리 및 재난지원특별위원회 위원
- 2012.07 ~ 2014.06 제8대 서울특별시의회 후반기 재정경제위원회 위원
- 2012.12 ~ 2014.06 제8대 서울특별시의회 경전철민간투자사업조속추진지원을위한특별위원회 위원
- 2013.06 ~ 2014.06 제8대 서울특별시의회 여성특별위원회 위원
- 2013.10 ~ 2014.06 제8대 서울특별시의회 후반기 예산결산특별위원회 위원
- 2012.11 ~ 2014.06 제8대 서울특별시의회 저탄소녹색성장및중소기업지원특별위원회 부위원장
- 2013.04 ~ 2014.06 제8대 서울특별시의회 강남ㆍ북 교육격차 해소 특별위원회 부위원장
- 2014.07 ~ 2016.01 제9대 서울특별시의회 의원
- 2014.07 ~ 2015.07 제9대 서울특별시의회 전반기 운영위원회 위원
- 2014.07 ~ 2016.01 제9대 서울특별시의회 전반기 교육위원회 위원
- 2015.04 ~ 2016.01 제9대 서울특별시의회 조례정비특별위원회 위원
- 2015.04.19 새정치민주연합 탈당
- 2016.04 제20대 국회의원 선거 국민의당 서울 관악구 을 국회의원 후보
- 2016.06 ~ 2018.02 국민의당 서울시당 관악구 을 지역위원장
- 2017.08 ~ 2018.02 국민의당 대변인
- 2018.03 ~ 2018.04 바른미래당 지방선거기획단 기획위원
- 2018.05 ~ 2018.06 제7회 전국동시지방선거 구시군의장선거 바른미래당 서울특별시 관악구청장 후보
- 2018.07 ~ 2018.08 바른미래당 선거관리위원회 위원
- 2018.08 ~ 2018.09 바른미래당 당대표 및 최고위원 선출대회 손학규 당대표 후보 선거대책위원회 종합상황실장
- 2018.10 바른미래당 당대표 당무특보
- 2018.12 바른미래당 당무감사위원회 위원
- 2019.05 ~ 2020.02 바른미래당 사무부총장
- 2021.08 국민의힘 인재영입위원회 위원
- 2021.12 ~ 2022.01 국민의힘 새시대준비위원회 대외협력본부 부본부장

## 수상
- 전국지역신문협회 기초의원부문 의정대상
- 시민일보 제10회 의정 행정대상
- 2015 2014년 행정사무감사 우수의원상
- 2015 한국인터넷기자상 우수 지방 의정상
- 시민일보 제12회 의정 행정대상

## 역대 선거 결과
|  | 15.41% |

|  | 56.85% |

|  | 60.89% |

|  | 23.47% |

|  | 18.13% |

|  | 47.06% |